# Bungaya
Bungaya is een bestuurslaag in het regentschap Karangasem van de provincie Bali, Indonesië. Bungaya telt 4354 inwoners (volkstelling 2010).